# Arthur Jones (2e vicomte Ranelagh)
Pour les articles homonymes, voir Arthur Jones et Jones.
Arthur Jones, 2e vicomte Ranelagh (décédé en 1669) est un pair et homme politique irlandais qui siège à la fois à la Chambre des communes irlandaise et à la Chambre des communes anglaise.

## Biographie
Il est le fils de Roger Jones (1er vicomte Ranelagh) et de sa femme Frances Moore, fille de Garret Moore (1er vicomte Moore) de Drogheda.
Il est député de Sligo Borough de 1634 à 1635 au Parlement d'Irlande. En novembre 1640, il est élu au Long Parlement comme député de Weobley au Parlement d'Angleterre mais est empêché de siéger en 1643. Il devient baron Jones de Navan et vicomte Ranelagh à la mort de son père en 1643.
En 1630, il épouse Catherine Boyle (en), qui est la fille de Richard Boyle (1er comte de Cork) et la sœur du chimiste Robert Boyle et de Roger Boyle qui est une personnalité politique à l'époque de Cromwell et de la Restauration. Ils ont trois filles et un fils, Richard, qui est créé comte de Ranelagh.